# صامويل ألكساندر كينير ويلسون
صامويل ألكساندر كينير ويلسون (بالإنجليزية: Samuel Alexander Kinnier Wilson)‏ (و. 1878 – 1937 م) هو طبيب أعصاب من المملكة المتحدة. ولد في نيو جيرسي.
توفي في لندن، عن عمر يناهز 59 عاماً.

## التعليم
تعلم في جامعة إدنبرة.